# Triumph International
Triumph International är världens största underklädesfabrikant. Triumph grundades 1886 i Tyskland som korsettfabrikant. Samma år uppfann man BH:n genom att göra två sammankopplade lösa bröstkupor av stålnät. År 1917 lanserade man en "kristidskorsett" tillverkad av papper.
År 1953 tillverkades den första behån med cirkelstickade, vadderade kupor med rundad topp. År 1961 började man tillverka baddräkter i stretch- och syntetmaterial. Åren 1966–1967 kom den första behån med formpressade (sömlösa) kupor. År 1977 gjordes en första tränings-behå, anpassad för sportaktiviteter, med kryssfäste i ryggen, formpressade kupor och särskild bygelkonstruktion. En uppföljare 1979 var kalsongtrosan Sloggi, som även gjordes som behå 1989, helt i stretchig formpressad bomullstrikå, med breda resårband dels under bysten, dels som midjeband i trosorna.